# ملتم أوزسافاش
تعد ملتم أوزسافاش ممثلة مسرحية، وسينمائية تركية ومدبلجة أعمال فنية. وعلاوة على ذلك عملت ملتم أوزسافاش في مجال التمثيل بالدميات وذلك سوياً مع تدريس التمثيل، والدراما، والرقص وعلم الأصوات.

## السيرة الذاتية
و خلال أعوام 1991 – 1995 تعلمت ملتم أوزسافاش في قسم المسرح بالمعهد الموسيقي للدولة بأنقرة في جامعة هاستيب ثم تخرجت من القسم نفسه. وخلال أعوام 1995 – 1997 بدأت ملتم أوزسافاش العمل في مسرح الدولة بأنقرة في مدينة أنقرة. وقامت ملتم أوزسافاش بدبلجة العديد من الأعمال الفنية مثل الأفلام والمسلسلات وذلك على قناة «تي أر تي، وشو تي في وستار تي في» وذلك في تلك الأعوام نفسها. وعلاوة على ذلك قامت بالدبلجة في راديو العاصمة. وساهمت ملتم أوزسافاش في الأعمال الدرامية على قنوات «تي أر تي 1 ، وتي أر تي 2 وتي أر تي إينت». وفي عام 1997 احتلت ملتم أوزسافاش مكاناً بين الممثلين المؤسسين لمسرح المدينة بإزمير، ومثلت ملتم هناك في العديد من المسرحيات.
و عملت ملتم أوزسافاش كمعلمة في المدرسة المسرحية وفي مسارح المدينة بقوجا وفي أكاديمية إسطنبول وذلك بجانب تمثيلها. ومثلت ملتم أوزسافاش في المسرحيات وذلك من خلال جولة في العديد من البلدان في إطار مشروعات المسرح المفتوح.

## فيلموغرافي

### المسرحيات
•	زفاف التركمان – عام 1995
•	نصر الدين الصغير – عام 1996
•	الخداع – عام 1997
•	هاملت، وليم شكسبير، عام 1997 ، المخرج: إيشيل كساب أوغلو (مساعد المخرج)
•	الحفل، تورجوت أوزاكمان، عام 1997 ، المخرج: شاكر جورزومار
•	حوادث المطبخ، بيريهان ماغدين، عام 1997 ، المخرج: إمري كويونجو أوغلو
•	المزيد من الأحلام، سيرجي ميهاليكوف، عام 1997 ، المخرج: أرضو بيجات باريل
•	Lysistrata ، أريستوفانيس، عام 1998 ، المخرج: بولنت أمين يارار
•	نصر الدين هوجا، عام 1998 ، المخرج: إيشيل كساب أوغلو
•	روبرتو زوكو، برنارد ماري كولتيس، عام 1998 ، المخرج: إيشيل كساب أوغلو
•	حظر التجول، جيوان كانوفا، عام 1998 ، المخرج: جونيت تشاليشكور
•	الأوبرا المؤسسها ثلاثة أشخاص، برتولت بريخت، عام 1999 ، المخرج: مالكولم كيث كاي
•	و تستمر الحياة، أوزن يولا، عام 2000 ، المخرج: إمري كويونجو أوغلو
•	ملحمة القوى الوطنية: ناظم حكمت ران، عام 2000 ، المخرج: مليح دوزنلي
•	مسرحية واحدة لشهناز: تورجوت أوزاكمان، عام 2001 ، المخرج: يوجل إرتين
•	نقطة الربيع، شكسبير، عام 2002 ، المخرج: يوجل إرتين
•	السلام: أريستوفانيس: عام 2003 ، المخرج: يوجل إرتين
•	تتعلم روبنسون الرقص، عام 2004 ، المخرج: مليح دوزنلي
•	ينبغي أن تكون الفروع خضراء، وداد توركالي، عام 2005 ، المخرج: فيسيل سامي باريكان
•	روموز جونجاجول، أوكتاي أرايجي، عام 2006 ، المخرج: نورهان كاراداغ
•	طفلي، مارجريت مايو، عام 2007 ، المخرج: علي هورول
•	كيف ينبغي تمثيل المسرحية، عام 2008 ، المخرج: عمر أكجولو
•	ضجة في ضوء القمر، عام 2009 ، خلدون تانر، المخرج، أيدين سيجالي
•	واحد من اثنين، راي كوني، عام 2011 ، المخرج: خلدون دورمان
•	السلطان كوسم، توران أوفلاز أوغلو، عام 2012 ، المخرج: مراد أتاك
•	أنثى الديك، محمد بيازيد، عام 2013 ، المخرج: محمد بيازيد
•	مطعم القرد الحي، عام 2013 ، المخرج: مراد كاراسو

### الأفلام
•	جونجوي – عام 2007
•	والدتي – عام 2013

### المسلسلات
•	عالم الأسرار
•	عقب المطر

## وصلات خارجية
- الموقع الرسمي
- ملتم أوزسافاش في السينما التركية [التركية]